# Ansiedlung der Banater in Frankreich
Die Ansiedlung der Banater in Frankreich der während des Zweiten Weltkriegs nach Österreich geflüchteten Banater Schwaben und insbesondere die Ansiedlung in dem Bergdorf La Roque-sur-Pernes in der Provence (Département Vaucluse) ist ein besonderer Aspekt der Fluchtwelle, die sich in Rumänien nach dem Frontenwechsel vom 23. August 1944 in Gang setzte.

## Geschichte

### Politische Situation
Nach dem Königlichen Staatsstreich in Rumänien am 23. August 1944 entstand für die deutschen Banater eine neue Situation. Angesichts der vorrückenden Roten Armee wurden Vorbereitungen zur Evakuierung der Deutschen Volksgruppe aus dem Banat und Nordsiebenbürgens getroffen. Die sich auf dem Rückzug befindenden deutschen Truppen riefen die Bevölkerung zur Flucht auf. Bereits am 15., 16. und 17. September 1944 setzten sich erste Wagenkolonnen mit Flüchtlingen in Marsch, von denen die meisten den Winter 1944/1945 in Niederösterreich verbrachten, wo sie bei Bauern untergebracht wurden. Im Frühjahr 1945 zog der Großteil von ihnen in Richtung Westen weiter, manche kehrten in ihre Heimat zurück. Viele wurden aufgegriffen und kamen in sowjetische Arbeitslager.
Österreich war nach dem Zweiten Weltkrieg wie Deutschland in vier Besatzungszonen eingeteilt; in Wien residierte die Alliierte Kommission, die auch nach der Bildung einer österreichischen Regierung für die Belange der Vertriebenen zuständig blieb. Einer österreichischen Bevölkerung von 6 Millionen Menschen standen etwa 1,6 Millionen Flüchtlinge gegenüber. Österreich forderte nach den Potsdamer Beschlüssen die Rückführung der „Volksdeutschen“ nach Deutschland und unternahm keine Anstrengungen zu ihrer Integration.

### Situation der Flüchtlinge
Die Flüchtlinge waren staatenlos und mussten sich wiederholt um Aufenthaltsgenehmigungen bemühen, da deren Gültigkeit auf maximal zwei Monate beschränkt war. Zur Arbeitsaufnahme benötigten sie eine Arbeitserlaubnis, wofür aber ein sogenannter Gleichstellungsschein erforderlich war. „Volksdeutsche“ Studenten mussten die dreifache Studiengebühr im Vergleich zu einem österreichischen Studenten entrichten. Die Ausübung eines Gewerbes war nur auf Grund einer förmlichen Zulassung durch den Landeshauptmann möglich. Auch die örtlichen Behörden nutzten vielerorts die Möglichkeit zur Verabschiedung von Restriktionen zum Schutz der Einheimischen. Wie auch in Deutschland waren es in Österreich die Kirchen und kirchliche Organisationen, die auf Besatzungsmächte und Behörden einwirkten, um die Situation der Flüchtlinge zu verbessern. Nachbarstaaten wie Jugoslawien stellten Anträge auf Rückführung ihrer Staatsbürger, die mit Deutschland kollaboriert hatten. Die Sowjetunion meldete den Bedarf von Arbeitskräften für den Wiederaufbau ihres Landes an, aus den Heimatstaaten der „Volksdeutschen“ kamen Nachrichten von Deportationen, Verschleppungen und Enteignungen.

### Appell an Frankreich
In dieser schwierigen Situation ergriff der 1909 in Blumenthal geborene Johann Lamesfeld, dessen Vorfahren aus dem lothringischen Thionville nach Großsanktnikolaus ausgewandert waren, die Initiative, um seinen Landsleuten zu helfen. Er nutzte die geschichtlichen Umstände, nach denen die Vorfahren vieler, wenn auch nicht aller, Banater Schwaben aus dem Elsass und aus Lothringen stammten, teilweise also aus nunmehr (seit der Niederlage Deutschlands im Zweiten Weltkrieg) französischen Gebieten stammten.
Bei der Suche nach Möglichkeiten zur Unterstützung seiner Landsleute in Österreich wurde Johann Lamesfeld von Offizieren der französischen Besatzungsmacht unterstützt. Sie halfen ihm bei der Einrichtung eines Büros in Wien, in dem die Banater für eine Auswanderung nach Frankreich erfasst wurden. Als in der sowjetischen Besatzungszone der Befehl erging, alle „Volksdeutschen“ zu registrieren und in mehreren Ortschaften Züge mit leeren Viehwaggons eintrafen, ließ Lamesfeld illegale "Ausweise" des Komitees der Banater Elsass-Lothringer drucken, die den Inhaber als Franzosen aus dem Banat auswiesen – unabhängig von der Herkunft der Vorfahren.
Französische Offiziere, die zur Archivarbeit nach Wien abkommandiert worden waren, berichteten, dass tatsächlich viele Elsässer und Lothringer im 18. Jahrhundert ins Banat gezogen waren. Die französische Besatzungsmacht ermöglichte den Banatern, aus der sowjetischen Zone über die amerikanische Zone in die französische Besatzungszone zu ziehen. Das Lager Kematen in Tirol wurde zum großen Sammelpunkt der Banater Flüchtlinge.

### Ausführung der Aktion
Im Saum des Rockes einer Trachtenpuppe eingenäht, schmuggelten die Banater einen Brief an den französischen Premierminister Robert Schuman.
Adressat: Robert Schuman, Premierminister von Frankreich. Absender: Johann Lamesfeld, Präsident des Komitees der aus Frankreich stammenden Banater.
In dem Brief bat Lamesfeld Schuman um die Erlaubnis zur Niederlassung der aus dem Elsass und aus Lothringen stammenden Banater in Frankreich. Die Antwort kam nach zwei Wochen:
„Ich habe ihre Puppe und ihren Brief erhalten. Ich als Lothringer kenne die Geschichte der Banater, und ich werde dafür sorgen, dass sie – meine Banater Landsleute – eine neue Heimat in Frankreich finden.“
Es gelang Robert Schuman, die von ihm geführte französische Regierung für das Projekt der Ansiedlung der Banater in Frankreich zu gewinnen. Am 17. Juli 1948 beschloss der französische Ministerrat die Durchführung der Ansiedlung der Banater in Frankreich. Die Transporte begannen im November 1948 und dauerten bis April 1949 an. Die Züge fuhren von Bregenz ab und überquerten bei Kehl die Grenze nach Frankreich. Die rund 10.000 beim Komitee registrieren Banater waren bis zu diesem Zeitpunkt aus allen österreichischen Besatzungszonen nach Frankreich gezogen. In Colmar organisierte die Stadt auf Initiative des Zeitungsverlegers Maxim Felsenstein am 10. Juli 1949 ein großes Fest für die Heimkehrer.

### Eingliederung
Die Banater Siedler in Frankreich ließen sich auf den Weingütern in Mittelwihr und Benwihr nieder, zogen in die Industrieregionen des Landes, nutzten aber auch die Möglichkeit, von hier aus nach Deutschland oder in die USA auszuwandern. Am leichtesten fiel der Start den Handwerkern, schwieriger war es für die Bauern, die nur als Landarbeiter ihr Auskommen fanden. Schwer war der Start für Lehrer und Intellektuelle, da ihre Zeugnisse nicht anerkannt wurden und es noch an den nötigen Sprachkenntnissen zur Anpassung ihrer Ausbildung mangelte.

### La Roque-sur-Pernes
Lamesfeld war getrieben von der Idee ein Dorf zu finden, in dem seine Landsleute ihren eigenen Grund und Boden bearbeiten konnten. Dieses Dorf wurde in der Provence gefunden, wo ein alter Lothringer Bauer, den die Kriegswirren nach La Roque verschlagen hatten, in den Neuesten Nachrichten aus Colmar von Banatern las, die Land suchten. Der Lothringer legte den Zeitungsartikel dem Bürgermeister von La Roque, Edouard Delebecque, vor. Dieser schrieb umgehend an den Ministerpräsidenten Robert Schuman und wies diesen auf die Möglichkeit hin, in La Roque die ehemaligen Lothringer aus dem Banat anzusiedeln.
Im Jahre 1950 präsentierte sich La Roque als untergehendes Dorf. Im Ort lebten gerade noch 17 vorwiegend alte Leute. Mit dem Bürgermeister von La Roque und dem Präfekten des Departements Vaucluse, Jacques Boissier, gründete Lamesfeld vor Ort ein Hilfskomitee für die Siedler, dem 300 Persönlichkeiten aus Wirtschaft, Politik, Kirche und Gesellschaft in der Region angehörten. Die Siedler kamen aus Kubin, Homolitz und Ploschitz, Brestowatz und Tschawosch, aus Temeswar und Kleinbetschkerek, aus Sackelhausen, Lenauheim und Großsanktnikolaus. Hierbei sei erwähnt, dass Lamesfeld alle Donauschwaben, die sich bei ihm registrieren ließen, nicht nur die Banater, annahm.
In der Kirche von La Roque befindet sich ein großformatiges, 2,75 Meter langes Triptychon der Malerin Marie-Louise Lorin, das die wichtigsten Stationen aus der Geschichte der Banater Schwaben darstellt: den durch Krieg und Flucht bedingten Exodus, die Trecks und die Donau als Metapher für das Gehen und Kommen der Siedler, und La Roque-sur-Pernes als neue Heimat der Siedler.

## Einzelnachweis
1. ↑  Peter-Dietmar Leber: Auf der Suche nach Heimat. Die Banater in Südfrankreich ein halbes Jahrhundert nach ihrer Ansiedlung. In: Banater Post vom 5. März 2005.